# Natanael (futebolista, 2002)
Natanael Moreira Milouski, mais conhecido apenas como Natanael (Braganey, 5 de janeiro de 2002) é um futebolista brasileiro que atua como lateral-direito. Atualmente joga pelo Atlético Mineiro.

## Carreira

### Coritiba
Natural de Braganey, no interior do Paraná, Natanael começou sua trajetória no futebol aos nove anos em uma escolinha de sua cidade natal. Com 13 anos passou a atuar numa escolinha de Arapongas, passando a morar com sua madrinha. Chegou ao Coritiba aos 14 anos em 2016, tendo ascendido aos profissionais em 2020.
Em 2021, fez parte do primeiro elenco campeão da Copa do Brasil Sub-20 pelo Coxa, tendo batido o Botafogo por 6–5 nas penalidades após empate de um gol no tempo normal. Apesar do título, Natanael perdeu sua cobrança de pênalti.

#### 2020
Fez sua estreia pelo time principal em 2 de março de 2020, alçado pelo técnico Eduardo Barroca na vitória por 3–2 sobre o Londrina na 5ª rodada do Campeonato Paranaense, tendo atuação elogiada pelo treinador.
Natanael fez seu primeiro gol como profissional na sua 19.ª partida pelo clube paranaense em 20 de janeiro de 2021, no empate de 3–3 com o Fluminense na 31ª rodada do Campeonato Brasileiro, marcando o segundo gol do Coxa.

#### 2021
Terminou com um dos destaques da Série B de 2021 e titular absoluto, sendo eleito para a Seleção da competição ao final.

#### 2022
Na temporada de 2022, acabou sofrendo uma lesão na fíbula em 30 de janeiro na vitória por 2–1 sobre o União, ficando alguns meses fora. Voltou após quatro meses, entrando aos 25 minutos do segundo tempo do empate de 1–1 com o Ceará na 9ª rodada do Campeonato Brasileiro. Recuperou a posição e terminou como titular, tendo disputado 28 jogos com uma assistência concedida, tendo atraído o interesse de Botafogo e Internacional.

#### 2023
Em 14 de março de 2023, completou 100 partidas com a camisa do Coritiba. Nessa mesma temporada, o Coxa foi rebaixado à Segunda Divisão do Futebol Brasileiro após uma irregular campanha. O time terminou a temporada em 19º colocado, tendo sofrido 73 gols gols em 38 partidas.
Ao final daquela temporada, o lateral direito fizera 47 jogos e contribuiu diretamente em gols dando 2 assistências no decorrer do ano. Ele terminou com uma média de quase 3 desarmes por jogo, sendo o 7º maior roubador de bolas do Campeonato Brasileiro, assim, o jogador novamente chamou a atenção de equipes que permaneceram na Primeira Divisão.

### Atlético Mineiro
No dia 18 de janeiro de 2025, o Atlético Mineiro oficializou a contratação de Natanael. O lateral assinou um contrato válido por quatro anos com o Galo. O investimento gira em torno de sete milhões de reais. O clube paranaense ficou com 10% dos direitos em uma possível venda futura.
No mesmo dia em que foi anunciado, Natanael fez sua estreia com a camisa o Atlético, no clássico contra o Cruzeiro, em uma partida válida pelo torneio FC Series, no Inter&Co Stadium, em Orlando. O lateral entrou no decorrer da partida, entrando no lugar de Saravia, na partida que terminou em um empate sem gols.
Marcou seu primeiro gol com a camisa alvinegra na goleada por 4-0 sobre o Deportes Iquique, pela segunda rodada da Copa Sul-Americana, em 10 de abril, no Mineirão. Após lançamento de Rubens, e desvio na área, o lateral marcou o terceiro gol do jogo. Foi às redes novamente, marcando o gol da vitória por 2-1 sobre o Red Bull Bragantino, pelo Brasileirão, em 3 de agosto, na Arena MRV.

## Títulos

### Coritiba
- Campeonato Paranaense: 2022[19]

### Atlético Mineiro
- Campeonato Mineiro: 2025

### Prêmios individuais
- Seleção do Campeonato Brasileiro Série B: 2021[20]